# Negative Creep
Negative Creep è un brano musicale del gruppo rock-grunge statunitense Nirvana, incluso nel loro album di debutto del 1989 Bleach su etichetta Sub Pop.

## Descrizione
(Kurt Cobain)
La traccia venne scritta da Kurt Cobain parlando di se stesso in prima persona in tono autodenigratorio, definendosi un individuo "negativo e disgustoso" e un "drogato". Il brano è stato definito la canzone grunge più "Sub Poppiana" che la band abbia mai inciso. Il sito internet IGN la definì "un esempio da manuale del suono del vero grunge di Seattle". Negative Creep è l'unica canzone di Bleach, che non termina in maniera brusca. Al contrario, sfuma nel finale, donando al tutto un'estetica da pop anni sessanta nonostante l'apparente rozzezza e brutalità di musica e cantato.
La strofa «Daddy's little girl ain't a girl no more» mostra evidenti similitudini con il titolo di un brano dei Mudhoney pubblicato come B-side del singolo Touch Me I'm Sick, e cioè Sweet Young Thing Ain't Sweet No More, poi incluso nella raccolta Superfuzz Bigmuff Plus Early Singles. Tale citazione è da intendersi più come un omaggio che un plagio, anche se i Nirvana non menzionarono i Mudhoney nei crediti della canzone.
La canzone è stata inclusa nella colonna sonora del documentario del 1996 Hype!

## Esecuzioni dal vivo
- Un'esecuzione dal vivo di Negative Creep del 1992 a Honolulu, Hawaii, è stata inclusa nel documentario Live! Tonight! Sold Out!! pubblicato in VHS nel 1994 ed in DVD nel 2006.
- Una versione dal vivo di Negative Creep suonata nel 1991 al Paramount Theatre di Seattle, è stata inclusa nell'album From the Muddy Banks of the Wishkah del 1996.
- Una versione live di Negative Creep suonata nel 1992 al Reading Festival, in Inghilterra, è uscita sul CD/DVD Live at Reading del 2009.

## Cover
- Il brano è stato reinterpretato dai Tura Satana nel loro album del 1996 Relief Through Release.[6]
- Nel 1997 i Machine Head inserirono una loro reinterpretazione di Negative Creep nel loro singolo/EP Take My Scars.[7]
- Dee Dee Ramone, ex membro del gruppo punk dei Ramones, reinterpretò la canzone nell'album tributo ai Nirvana Smells Like Bleach: A Punk Tribute to Nirvana del 2001.[8]
- La band hard rock Velvet Revolver, capeggiata da Scott Weiland, reinterpretò la canzone come b-side del singolo Slither.[9]